# Seben
Seben est une ville, un lac et un district de la province de Bolu dans la région de la mer Noire en Turquie.